# Mimmo Surace
Mimmo Surace, all'anagrafe Domenico Surace (Bagnara Calabra, 22 luglio 1925 – Roma, 26 novembre 2013), è stato un cantante e compositore italiano. In SIAE sono depositate a suo nome 245 canzoni.

## Biografia
Poco dopo la sua nascita il padre emigrò per l'America e la madre venne a mancare. A due anni Surace, a causa di una malattia, perse la vista. Cresciuto da una zia, seppe comunque affrontare il suo handicap studiando, scrivendo versi e diplomandosi in pianoforte presso il conservatorio di Bologna.
Grazie alla sua amicizia con Saverio Seracini (autore di Grazie dei fior, canzone interpretata da Nilla Pizzi, vincitrice del primo Festival di Sanremo), anch'egli cieco, Surace sviluppò il desiderio di scrivere canzoni. Fu così che compose il primo successo, Fidanzatina, dedicata alla sua futura moglie, e interpretata da Natalino Otto.
Autore di numerose canzoni, fin dal 1955 collaborò con diverse case discografiche, tra cui la Arlecchino di Milano, e con le orchestre di Gorni Kramer, Elvio Monti, Pippo Barzizza ed altri direttori dell'epoca.
Molto attaccato alla semplicità della vita familiare, scrisse canzoni come Io son felice, Basta un fiore, È nato un bimbo (interpretata da Arturo Testa), e Dorella, di cui le ultime due dedicate ai figli.
Negli anni sessanta, dopo aver ottenuto premi e riconoscimenti , tra cui l'VIII Festival di Velletri, il IX Festival della Canzone Italiana, la Festa de Noantri e il III Festival della Canzone e della Poesia Bacchica, partecipò anche a Un disco per l'estate, rispettivamente, nelle edizioni del 1966 con Dimmi Bambina, del 1970 con Tuffati con me e del 1971 con Il nostro mare.
Tra il 1979 e il 1983 condusse inoltre alcuni programmi radiofonici su RAI Radio Cosenza e Radio Perla del Tirreno, esperienza per lui importante al punto da definire la radio “la sua seconda vita”. Il suo legame con essa peraltro emerge anche dalle canzoni Amica Radio e Serenata ad una voce, dedicata ad un'annunciatrice.
Morì a Roma, dove aveva vissuto negli ultimi anni della sua vita.